# Фідон Коринфський
Фідон (дав.-гр. Φειδων) — коринфський законодавець VIII ст. до н. е.
Відомий як автор закону, який визначав, що кількість громадян має відповідати кількості земельних ділянок, які вони мають у користуванні. Ще один закон, запропонований Фідоном, зобов'язував «більшість громадян» вирощувати коней. Необхідність цього закону пояснюють тим, що в гонитві за приватним багатством
заможні коринфяни вкладали гроші не в конярство, як аристократи в сусідніх державах, а у кораблебудування та лихварство, тож місто ризикувало залишитися без кінноти — ударної сили тогочасного війська.